# Никополско македонско благотворително братство
Никополското македонско благотворително братство е местно дружество на българи емигранти от Македония и Одринска Тракия, съществувало в град Никопол, България.

## История
Дружеството е основано в края на XIX век като Македоно-одринско дружество, част от Македоно-одринската организация. През май 1899 година дружеството изпраща Стойно Черногорски като делегат на Шестия македонски конгрес. През октомври 1900 година дружеството формира чета от 43 души македонски българи, която е ръководена и обучавана от командира на пограничната рота в града Димитриев. През април 1901 година дружеството изпраща Васил Николов като делегат на Осмия македонски конгрес.
След закриването на Македоно-одринската организация в 1903 година дружеството става благотворително братство. При разкола между Изпълнителния комитет на Съюза македонските братства в края на 1920 година дружеството подкрепя Изпълнителния комитет и заклеймява разколниците от Временната комисия.